# Mawsley
Mawsley est une paroisse civile et un village du Northamptonshire, en Angleterre.